# Lista över fornlämningar i Norrtälje kommun (Söderby-Karl)
Lista över fornlämningar i Norrtälje kommun (Söderby-Karl) är en förteckning av ett urval av de fornlämningar som finns i Söderby-Karl i Norrtälje kommun.
| Namn                                       | Lämningstyp                 | Tillkomsttid | Historisk indelning   | Plats           | Läge                 | ID-nr          | Bild                                      |
| ------------------------------------------ | --------------------------- | ------------ | --------------------- | --------------- | -------------------- | -------------- | ----------------------------------------- |
| Söderby-Karl 2:1                           | Röse                        |              | Söderby-Karl, Uppland |                 | 59.939569, 18.678186 | 10009600020001 | Ladda upp en bild av detta fornminne      |
| Söderby-Karl 2:2                           | Stensättning                |              | Söderby-Karl, Uppland |                 | 59.939805, 18.677922 | 10009600020002 | Ladda upp en bild av detta fornminne      |
| Söderby-Karl 3:1                           | Stensättning                |              | Söderby-Karl, Uppland |                 | 59.937525, 18.681631 | 10009600030001 | Ladda upp en bild av detta fornminne      |
| Söderby-Karl 3:2                           | Stensättning                |              | Söderby-Karl, Uppland |                 | 59.937441, 18.681548 | 10009600030002 | Ladda upp en bild av detta fornminne      |
| Söderby-Karl 3:3                           | Stensättning                |              | Söderby-Karl, Uppland |                 | 59.937454, 18.681753 | 10009600030003 | Ladda upp en bild av detta fornminne      |
| Söderby-Karl 4:1                           | Röse                        |              | Söderby-Karl, Uppland |                 | 59.938209, 18.686866 | 10009600040001 | Ladda upp en bild av detta fornminne      |
| Söderby-Karl 4:2                           | Stensättning                |              | Söderby-Karl, Uppland |                 | 59.938125, 18.686813 | 10009600040002 | Ladda upp en bild av detta fornminne      |
| Söderby-Karl 5:1                           | Röse                        |              | Söderby-Karl, Uppland |                 | 59.937966, 18.685554 | 10009600050001 | Ladda upp en bild av detta fornminne      |
| Söderby-Karl 6:1                           | Stensättning                |              | Söderby-Karl, Uppland |                 | 59.938661, 18.685102 | 10009600060001 | Ladda upp en bild av detta fornminne      |
| Söderby-Karl 7:1                           | Stensättning                |              | Söderby-Karl, Uppland |                 | 59.938906, 18.684116 | 10009600070001 | Ladda upp en bild av detta fornminne      |
| Söderby-Karl 7:2                           | Stenkrets                   |              | Söderby-Karl, Uppland |                 | 59.939280, 18.684190 | 10009600070002 | Ladda upp en bild av detta fornminne      |
| Söderby-Karl 7:3                           | Stensättning                |              | Söderby-Karl, Uppland |                 | 59.939258, 18.684009 | 10009600070003 | Ladda upp en bild av detta fornminne      |
| Söderby-Karl 8:1                           | Gravfält                    |              | Söderby-Karl, Uppland |                 | 59.941338, 18.686222 | 10009600080001 | Ladda upp en bild av detta fornminne      |
| Söderby-Karl 10:1                          | Stensättning                |              | Söderby-Karl, Uppland |                 | 59.937521, 18.735565 | 10009600100001 | Ladda upp en bild av detta fornminne      |
| Söderby-Karl 12:1                          | Röse                        |              | Söderby-Karl, Uppland |                 | 59.936491, 18.696419 | 10009600120001 | Ladda upp en bild av detta fornminne      |
| Söderby-Karl 13:1                          | Röse                        |              | Söderby-Karl, Uppland |                 | 59.937176, 18.695713 | 10009600130001 | Ladda upp en bild av detta fornminne      |
| Söderby-Karl 14:1                          | Röse                        |              | Söderby-Karl, Uppland |                 | 59.939281, 18.704141 | 10009600140001 | Ladda upp en bild av detta fornminne      |
| Söderby-Karl 15:1                          | Gravfält                    |              | Söderby-Karl, Uppland |                 | 59.931139, 18.717247 | 10009600150001 | Ladda upp en bild av detta fornminne      |
| Söderby-Karl 16:1                          | Gravfält                    |              | Söderby-Karl, Uppland |                 | 59.930274, 18.729381 | 10009600160001 | Ladda upp en bild av detta fornminne      |
| Söderby-Karl 17:1                          | Gravfält                    |              | Söderby-Karl, Uppland |                 | 59.929097, 18.736119 | 10009600170001 | Ladda upp en bild av detta fornminne      |
| Borgholmsberget (Söderby-Karl 18:1)        | Fornborg                    |              | Söderby-Karl, Uppland |                 | 59.935094, 18.742108 | 10009600180001 | Ladda upp en bild av detta fornminne      |
| Söderby-Karl 19:1                          | Röse                        |              | Söderby-Karl, Uppland |                 | 59.925247, 18.746216 | 10009600190001 | Ladda upp en bild av detta fornminne      |
| Söderby-Karl 20:1                          | Röse                        |              | Söderby-Karl, Uppland |                 | 59.924853, 18.746968 | 10009600200001 | Ladda upp en bild av detta fornminne      |
| Söderby-Karl 20:2                          | Röse                        |              | Söderby-Karl, Uppland |                 | 59.924640, 18.747112 | 10009600200002 | Ladda upp en bild av detta fornminne      |
| Söderby-Karl 21:1                          | Röse                        |              | Söderby-Karl, Uppland |                 | 59.926994, 18.749827 | 10009600210001 | Ladda upp en bild av detta fornminne      |
| Söderby-Karl 22:1                          | Röse                        |              | Söderby-Karl, Uppland |                 | 59.926928, 18.750786 | 10009600220001 | Ladda upp en bild av detta fornminne      |
| Söderby-Karl 22:2                          | Röse                        |              | Söderby-Karl, Uppland |                 | 59.926861, 18.750993 | 10009600220002 | Ladda upp en bild av detta fornminne      |
| Söderby-Karl 22:3                          | Stensättning                |              | Söderby-Karl, Uppland |                 | 59.926771, 18.750836 | 10009600220003 | Ladda upp en bild av detta fornminne      |
| Söderby-Karl 23:1                          | Stensättning                |              | Söderby-Karl, Uppland |                 | 59.926571, 18.751586 | 10009600230001 | Ladda upp en bild av detta fornminne      |
| Söderby-Karl 23:2                          | Röse                        |              | Söderby-Karl, Uppland |                 | 59.926254, 18.751950 | 10009600230002 | Ladda upp en bild av detta fornminne      |
| Söderby-Karl 24:1                          | Röse                        |              | Söderby-Karl, Uppland |                 | 59.925912, 18.752219 | 10009600240001 | Ladda upp en bild av detta fornminne      |
| Söderby-Karl 25:1                          | Röse                        |              | Söderby-Karl, Uppland |                 | 59.929754, 18.709760 | 10009600250001 | Ladda upp en bild av detta fornminne      |
| Söderby-Karl 26:1                          | Stensättning                |              | Söderby-Karl, Uppland |                 | 59.922320, 18.713060 | 10009600260001 | Ladda upp en bild av detta fornminne      |
| Söderby-Karl 28:1                          | Röse                        |              | Söderby-Karl, Uppland |                 | 59.914916, 18.708490 | 10009600280001 | Ladda upp en bild av detta fornminne      |
| Söderby-Karl 29:1                          | Stensättning                |              | Söderby-Karl, Uppland |                 | 59.914983, 18.701099 | 10009600290001 | Ladda upp en bild av detta fornminne      |
| Söderby-Karl 30:1                          | Röse                        |              | Söderby-Karl, Uppland |                 | 59.918630, 18.703961 | 10009600300001 | Ladda upp en bild av detta fornminne      |
| Söderby-Karl 30:2                          | Röse                        |              | Söderby-Karl, Uppland |                 | 59.918901, 18.703824 | 10009600300002 | Ladda upp en bild av detta fornminne      |
| Söderby-Karl 31:1                          | Röse                        |              | Söderby-Karl, Uppland |                 | 59.915658, 18.699820 | 10009600310001 | Ladda upp en bild av detta fornminne      |
| Söderby-Karl 32:1                          | Röse                        |              | Söderby-Karl, Uppland |                 | 59.915794, 18.700819 | 10009600320001 | Ladda upp en bild av detta fornminne      |
| Söderby-Karl 33:1                          | Stensättning                |              | Söderby-Karl, Uppland |                 | 59.915184, 18.702107 | 10009600330001 | Ladda upp en bild av detta fornminne      |
| Söderby-Karl 34:1                          | Röse                        |              | Söderby-Karl, Uppland |                 | 59.919304, 18.694321 | 10009600340001 | Ladda upp en bild av detta fornminne      |
| Söderby-Karl 34:2                          | Stensättning                |              | Söderby-Karl, Uppland |                 | 59.919161, 18.694074 | 10009600340002 | Ladda upp en bild av detta fornminne      |
| Ströjaborg (Söderby-Karl 35:1)             | Fornborg                    |              | Söderby-Karl, Uppland |                 | 59.921343, 18.690611 | 10009600350001 | Ladda upp en bild av detta fornminne      |
| Söderby-Karl 36:1                          | Stensättning                |              | Söderby-Karl, Uppland |                 | 59.923189, 18.700256 | 10009600360001 | Ladda upp en bild av detta fornminne      |
| Söderby-Karl 37:1                          | Röse                        |              | Söderby-Karl, Uppland |                 | 59.923794, 18.700472 | 10009600370001 | Ladda upp en bild av detta fornminne      |
| Söderby-Karl 38:1                          | Röse                        |              | Söderby-Karl, Uppland |                 | 59.924541, 18.698270 | 10009600380001 | Ladda upp en bild av detta fornminne      |
| Söderby-Karl 38:2                          | Stensättning                |              | Söderby-Karl, Uppland |                 | 59.924384, 18.698278 | 10009600380002 | Ladda upp en bild av detta fornminne      |
| Söderby-Karl 39:1                          | Grav- och boplatsområde     |              | Söderby-Karl, Uppland |                 | 59.922819, 18.694970 | 10009600390001 | Ladda upp en bild av detta fornminne      |
| Söderby-Karl 42:1                          | Röse                        |              | Söderby-Karl, Uppland |                 | 59.928110, 18.689687 | 10009600420001 | Ladda upp en bild av detta fornminne      |
| Söderby-Karl 43:1                          | Röse                        |              | Söderby-Karl, Uppland |                 | 59.927914, 18.710089 | 10009600430001 | Ladda upp en bild av detta fornminne      |
| Söderby-Karl 43:2                          | Röse                        |              | Söderby-Karl, Uppland |                 | 59.927903, 18.710471 | 10009600430002 | Ladda upp en bild av detta fornminne      |
| Söderby-Karl 44:1                          | Röse                        |              | Söderby-Karl, Uppland |                 | 59.920627, 18.693176 | 10009600440001 | Ladda upp en bild av detta fornminne      |
| Söderby-Karl 44:2                          | Stensättning                |              | Söderby-Karl, Uppland |                 | 59.920537, 18.693328 | 10009600440002 | Ladda upp en bild av detta fornminne      |
| Söderby-Karl 45:1                          | Stensättning                |              | Söderby-Karl, Uppland |                 | 59.920556, 18.692092 | 10009600450001 | Ladda upp en bild av detta fornminne      |
| Rubbus (Söderby-Karl 46:1)                 | Röse                        |              | Söderby-Karl, Uppland |                 | 59.921765, 18.682152 | 10009600460001 | Ladda upp en bild av detta fornminne      |
| Söderby-Karl 47:1                          | Gravfält                    |              | Söderby-Karl, Uppland |                 | 59.904606, 18.708207 | 10009600470001 | Ladda upp en bild av detta fornminne      |
| Söderby-Karl 48:1                          | Gravfält                    |              | Söderby-Karl, Uppland |                 | 59.905716, 18.719228 | 10009600480001 | Ladda upp en bild av detta fornminne      |
| Söderby-Karl 49:1                          | Röse                        |              | Söderby-Karl, Uppland |                 | 59.907814, 18.717054 | 10009600490001 | Ladda upp en bild av detta fornminne      |
| Söderby-Karl 51:1                          | Röse                        |              | Söderby-Karl, Uppland |                 | 59.905469, 18.722466 | 10009600510001 | Ladda upp en bild av detta fornminne      |
| Söderby-Karl 53:1                          | Röse                        |              | Söderby-Karl, Uppland |                 | 59.906994, 18.726870 | 10009600530001 | Ladda upp en bild av detta fornminne      |
| Söderby-Karl 54:1                          | Gravfält                    |              | Söderby-Karl, Uppland |                 | 59.907995, 18.728928 | 10009600540001 | Ladda upp en bild av detta fornminne      |
| Söderby-Karl 56:1                          | Röse                        |              | Söderby-Karl, Uppland |                 | 59.908648, 18.732995 | 10009600560001 | Ladda upp en bild av detta fornminne      |
| Söderby-Karl 56:2                          | Röse                        |              | Söderby-Karl, Uppland |                 | 59.908464, 18.732848 | 10009600560002 | Ladda upp en bild av detta fornminne      |
| Söderby-Karl 58:1                          | Röse                        |              | Söderby-Karl, Uppland |                 | 59.908642, 18.731810 | 10009600580001 | Ladda upp en bild av detta fornminne      |
| Söderby-Karl 58:2                          | Stensättning                |              | Söderby-Karl, Uppland |                 | 59.908915, 18.730962 | 10009600580002 | Ladda upp en bild av detta fornminne      |
| Söderby-Karl 60:1                          | Röse                        |              | Söderby-Karl, Uppland |                 | 59.908042, 18.734919 | 10009600600001 | Ladda upp en bild av detta fornminne      |
| Kyrkbrinken (Söderby-Karl 61:1)            | Hög                         |              | Söderby-Karl, Uppland |                 | 59.907673, 18.734614 | 10009600610001 | Ladda upp en bild av detta fornminne      |
| Kyrkbrinken (Söderby-Karl 61:3)            | Stensättning                |              | Söderby-Karl, Uppland |                 | 59.907879, 18.734506 | 10009600610003 | Ladda upp en bild av detta fornminne      |
| Söderby-Karl 62:1                          | Stensättning                |              | Söderby-Karl, Uppland |                 | 59.908284, 18.740189 | 10009600620001 | Ladda upp en bild av detta fornminne      |
| Söderby-Karl 63:1                          | Stensättning                |              | Söderby-Karl, Uppland |                 | 59.908719, 18.740906 | 10009600630001 | Ladda upp en bild av detta fornminne      |
| Söderby-Karl 63:2                          | Stensättning                |              | Söderby-Karl, Uppland |                 | 59.908561, 18.741195 | 10009600630002 | Ladda upp en bild av detta fornminne      |
| Söderby-Karl 64:1                          | Röse                        |              | Söderby-Karl, Uppland |                 | 59.908275, 18.737971 | 10009600640001 | Ladda upp en bild av detta fornminne      |
| Söderby-Karl 65:1                          | Gravfält                    |              | Söderby-Karl, Uppland |                 | 59.909035, 18.737342 | 10009600650001 | Ladda upp en bild av detta fornminne      |
| Söderby-Karl 67:1                          | Stensättning                |              | Söderby-Karl, Uppland |                 | 59.909072, 18.747440 | 10009600670001 | Ladda upp en bild av detta fornminne      |
| Söderby-Karl 70:1                          | Gravfält                    |              | Söderby-Karl, Uppland |                 | 59.914799, 18.693214 | 10009600700001 | Ladda upp en bild av detta fornminne      |
| Söderby-Karl 71:1                          | Hög                         |              | Söderby-Karl, Uppland |                 | 59.911423, 18.688421 | 10009600710001 | Ladda upp en bild av detta fornminne      |
| Söderby-Karl 72:1                          | Gravfält                    |              | Söderby-Karl, Uppland |                 | 59.908576, 18.690443 | 10009600720001 | Ladda upp en bild av detta fornminne      |
| Söderby-Karl 73:1                          | Gravfält                    |              | Söderby-Karl, Uppland |                 | 59.906898, 18.685556 | 10009600730001 | Ladda upp en bild av detta fornminne      |
| Söderby-Karl 74:101                        | Grav- och boplatsområde     |              | Söderby-Karl, Uppland |                 | 59.907477, 18.683222 | 10009600740101 | Ladda upp en bild av detta fornminne      |
| Söderby-Karl 75:1                          | Hög                         |              | Söderby-Karl, Uppland |                 | 59.905487, 18.685549 | 10009600750001 | Ladda upp en bild av detta fornminne      |
| Söderby-Karl 76:1                          | Röse                        |              | Söderby-Karl, Uppland |                 | 59.905791, 18.682820 | 10009600760001 | Ladda upp en bild av detta fornminne      |
| Söderby-Karl 76:2                          | Röse                        |              | Söderby-Karl, Uppland |                 | 59.905518, 18.682785 | 10009600760002 | Ladda upp en bild av detta fornminne      |
| Söderby-Karl 76:3                          | Grav markerad av sten/block |              | Söderby-Karl, Uppland |                 | 59.905348, 18.682420 | 10009600760003 | Ladda upp en bild av detta fornminne      |
| Söderby-Karl 77:1                          | Gravfält                    |              | Söderby-Karl, Uppland |                 | 59.908429, 18.701356 | 10009600770001 | Ladda upp en bild av detta fornminne      |
| Söderby-Karl 78:1                          | Gravfält                    |              | Söderby-Karl, Uppland |                 | 59.908235, 18.703263 | 10009600780001 | Ladda upp en bild av detta fornminne      |
| Söderby-Karl 80:1                          | Stensättning                |              | Söderby-Karl, Uppland |                 | 59.906232, 18.690472 | 10009600800001 | Ladda upp en bild av detta fornminne      |
| Söderby-Karl 81:1                          | Gravfält                    |              | Söderby-Karl, Uppland |                 | 59.903639, 18.690932 | 10009600810001 | Ladda upp en bild av detta fornminne      |
| Söderby-Karl 82:1                          | Stensättning                |              | Söderby-Karl, Uppland |                 | 59.903574, 18.688640 | 10009600820001 | Ladda upp en bild av detta fornminne      |
| Söderby-Karl 82:2                          | Stensättning                |              | Söderby-Karl, Uppland |                 | 59.903599, 18.688919 | 10009600820002 | Ladda upp en bild av detta fornminne      |
| Söderby-Karl 82:3                          | Stensättning                |              | Söderby-Karl, Uppland |                 | 59.903697, 18.688855 | 10009600820003 | Ladda upp en bild av detta fornminne      |
| Söderby-Karl 83:1                          | Stensättning                |              | Söderby-Karl, Uppland |                 | 59.900582, 18.690926 | 10009600830001 | Ladda upp en bild av detta fornminne      |
| Söderby-Karl 84:1                          | Stensättning                |              | Söderby-Karl, Uppland |                 | 59.901690, 18.686909 | 10009600840001 | Ladda upp en bild av detta fornminne      |
| Söderby-Karl 88:1                          | Stensättning                |              | Söderby-Karl, Uppland |                 | 59.898014, 18.677212 | 10009600880001 | Ladda upp en bild av detta fornminne      |
| Söderby-Karl 89:1                          | Röse                        |              | Söderby-Karl, Uppland |                 | 59.903126, 18.682911 | 10009600890001 | Ladda upp en bild av detta fornminne      |
| Söderby-Karl 90:1                          | Röse                        |              | Söderby-Karl, Uppland |                 | 59.901355, 18.680000 | 10009600900001 | Ladda upp en bild av detta fornminne      |
| Söderby-Karl 91:1                          | Röse                        |              | Söderby-Karl, Uppland |                 | 59.896603, 18.676216 | 10009600910001 | Ladda upp en bild av detta fornminne      |
| Söderby-Karl 93:1                          | Stensättning                |              | Söderby-Karl, Uppland |                 | 59.895939, 18.673376 | 10009600930001 | Ladda upp en bild av detta fornminne      |
| Söderby-Karl 94:1                          | Röse                        |              | Söderby-Karl, Uppland |                 | 59.896063, 18.677658 | 10009600940001 | Ladda upp en bild av detta fornminne      |
| Söderby-Karl 95:1                          | Gravfält                    |              | Söderby-Karl, Uppland |                 | 59.902088, 18.702712 | 10009600950001 | Ladda upp en bild av detta fornminne      |
| Söderby-Karl 96:1                          | Gravfält                    |              | Söderby-Karl, Uppland |                 | 59.896288, 18.694585 | 10009600960001 | Ladda upp en bild av detta fornminne      |
| Söderby-Karl 97:1                          | Gravfält                    |              | Söderby-Karl, Uppland |                 | 59.902231, 18.708592 | 10009600970001 | Ladda upp en bild av detta fornminne      |
| Söderby-Karl 98:1                          | Gravfält                    |              | Söderby-Karl, Uppland |                 | 59.902466, 18.710461 | 10009600980001 | Ladda upp en bild av detta fornminne      |
| Söderby-Karl 99:1                          | Röse                        |              | Söderby-Karl, Uppland |                 | 59.890993, 18.717452 | 10009600990001 | Ladda upp en bild av detta fornminne      |
| Söderby-Karl 99:2                          | Stensättning                |              | Söderby-Karl, Uppland |                 | 59.890846, 18.717215 | 10009600990002 | Ladda upp en bild av detta fornminne      |
| Söderby-Karl 99:3                          | Stensättning                |              | Söderby-Karl, Uppland |                 | 59.890942, 18.717647 | 10009600990003 | Ladda upp en bild av detta fornminne      |
| Söderby-Karl 99:4                          | Stensättning                |              | Söderby-Karl, Uppland |                 | 59.891156, 18.716926 | 10009600990004 | Ladda upp en bild av detta fornminne      |
| Söderby-Karl 100:1                         | Röse                        |              | Söderby-Karl, Uppland |                 | 59.891375, 18.715730 | 10009601000001 | Ladda upp en bild av detta fornminne      |
| Söderby-Karl 100:2                         | Stensättning                |              | Söderby-Karl, Uppland |                 | 59.891249, 18.716196 | 10009601000002 | Ladda upp en bild av detta fornminne      |
| Söderby-Karl 100:3                         | Stensättning                |              | Söderby-Karl, Uppland |                 | 59.891201, 18.716316 | 10009601000003 | Ladda upp en bild av detta fornminne      |
| Söderby-Karl 101:1                         | Stensättning                |              | Söderby-Karl, Uppland |                 | 59.902746, 18.724517 | 10009601010001 | Ladda upp en bild av detta fornminne      |
| Söderby-Karl 102:1                         | Stensättning                |              | Söderby-Karl, Uppland |                 | 59.901656, 18.729611 | 10009601020001 | Ladda upp en bild av detta fornminne      |
| Söderby-Karl 103:1                         | Röse                        |              | Söderby-Karl, Uppland |                 | 59.903063, 18.730121 | 10009601030001 | Ladda upp en bild av detta fornminne      |
| Söderby-Karl 106:1                         | Röse                        |              | Söderby-Karl, Uppland |                 | 59.905118, 18.737887 | 10009601060001 | Ladda upp en bild av detta fornminne      |
| Söderby-Karl 107:1                         | Röse                        |              | Söderby-Karl, Uppland |                 | 59.904160, 18.740244 | 10009601070001 | Ladda upp en bild av detta fornminne      |
| Söderby-Karl 107:2                         | Röse                        |              | Söderby-Karl, Uppland |                 | 59.904216, 18.739963 | 10009601070002 | Ladda upp en bild av detta fornminne      |
| Söderby-Karl 108:1                         | Gravfält                    |              | Söderby-Karl, Uppland |                 | 59.938843, 18.690749 | 10009601080001 | Ladda upp en bild av detta fornminne      |
| Söderby-Karl 109:1                         | Röse                        |              | Söderby-Karl, Uppland |                 | 59.938308, 18.692007 | 10009601090001 | Ladda upp en bild av detta fornminne      |
| Söderby-Karl 109:2                         | Stensättning                |              | Söderby-Karl, Uppland |                 | 59.938453, 18.691839 | 10009601090002 | Ladda upp en bild av detta fornminne      |
| Söderby-Karl 110:1                         | Gravfält                    |              | Söderby-Karl, Uppland |                 | 59.939045, 18.693049 | 10009601100001 | Ladda upp en bild av detta fornminne      |
| Söderby-Karl 111:1                         | Stensättning                |              | Söderby-Karl, Uppland |                 | 59.938923, 18.692057 | 10009601110001 | Ladda upp en bild av detta fornminne      |
| Söderby-Karl 111:2                         | Stensättning                |              | Söderby-Karl, Uppland |                 | 59.938917, 18.692239 | 10009601110002 | Ladda upp en bild av detta fornminne      |
| Söderby-Karl 112:1                         | Röse                        |              | Söderby-Karl, Uppland |                 | 59.938413, 18.688117 | 10009601120001 | Ladda upp en bild av detta fornminne      |
| Söderby-Karl 112:2                         | Röse                        |              | Söderby-Karl, Uppland |                 | 59.938212, 18.687929 | 10009601120002 | Ladda upp en bild av detta fornminne      |
| Söderby-Karl 113:1                         | Stensättning                |              | Söderby-Karl, Uppland |                 | 59.938890, 18.688826 | 10009601130001 | Ladda upp en bild av detta fornminne      |
| Söderby-Karl 114:1                         | Röse                        |              | Söderby-Karl, Uppland |                 | 59.940659, 18.690752 | 10009601140001 | Ladda upp en bild av detta fornminne      |
| Söderby-Karl 114:2                         | Röse                        |              | Söderby-Karl, Uppland |                 | 59.940884, 18.690491 | 10009601140002 | Ladda upp en bild av detta fornminne      |
| Söderby-Karl 115:1                         | Stensättning                |              | Söderby-Karl, Uppland |                 | 59.936987, 18.694125 | 10009601150001 | Ladda upp en bild av detta fornminne      |
| Söderby-Karl 115:2                         | Stensättning                |              | Söderby-Karl, Uppland |                 | 59.936977, 18.694522 | 10009601150002 | Ladda upp en bild av detta fornminne      |
| Söderby-Karl 116:1                         | Röse                        |              | Söderby-Karl, Uppland |                 | 59.940043, 18.689807 | 10009601160001 | Ladda upp en bild av detta fornminne      |
| Söderby-Karl 117:1                         | Röse                        |              | Söderby-Karl, Uppland |                 | 59.939866, 18.688429 | 10009601170001 | Ladda upp en bild av detta fornminne      |
| Söderby-Karl 119:1                         | Röse                        |              | Söderby-Karl, Uppland |                 | 59.940956, 18.688972 | 10009601190001 | Ladda upp en bild av detta fornminne      |
| Söderby-Karl 120:1                         | Stensättning                |              | Söderby-Karl, Uppland |                 | 59.941364, 18.692209 | 10009601200001 | Ladda upp en bild av detta fornminne      |
| Söderby-Karl 120:2                         | Stensättning                |              | Söderby-Karl, Uppland |                 | 59.941290, 18.692468 | 10009601200002 | Ladda upp en bild av detta fornminne      |
| Söderby-Karl 120:3                         | Stensättning                |              | Söderby-Karl, Uppland |                 | 59.941266, 18.692620 | 10009601200003 | Ladda upp en bild av detta fornminne      |
| Söderby-Karl 121:1                         | Stensättning                |              | Söderby-Karl, Uppland |                 | 59.904599, 18.688477 | 10009601210001 | Ladda upp en bild av detta fornminne      |
| Söderby-Karl 122:101                       | Gravfält                    |              | Söderby-Karl, Uppland |                 | 59.890884, 18.712017 | 10009601220101 | Ladda upp en bild av detta fornminne      |
| Söderby-Karl 122:201                       | Stensättning                |              | Söderby-Karl, Uppland |                 | 59.890361, 18.711650 | 10009601220201 | Ladda upp en bild av detta fornminne      |
| Söderby-Karl 123:1                         | Fornborg                    |              | Söderby-Karl, Uppland |                 | 59.896029, 18.720108 | 10009601230001 | Ladda upp en bild av detta fornminne      |
| Söderby-Karl 124:1                         | Stensättning                |              | Söderby-Karl, Uppland |                 | 59.907141, 18.890590 | 10009601240001 | Ladda upp en bild av detta fornminne      |
| Söderby-Karl 125:1                         | Röse                        |              | Söderby-Karl, Uppland |                 | 59.903354, 18.883403 | 10009601250001 | Ladda upp en bild av detta fornminne      |
| Marbackorna (Söderby-Karl 127:1)           | Gravfält                    |              | Söderby-Karl, Uppland |                 | 59.888597, 18.699359 | 10009601270001 | Ladda upp en bild av detta fornminne      |
| Söderby-Karl 128:1                         | Hög                         |              | Söderby-Karl, Uppland |                 | 59.888065, 18.699492 | 10009601280001 | Ladda upp en bild av detta fornminne      |
| Söderby-Karl 129:1                         | Gravfält                    |              | Söderby-Karl, Uppland |                 | 59.879600, 18.698226 | 10009601290001 | Ladda upp en bild av detta fornminne      |
| Söderby-Karl 131:101                       | Gravfält                    |              | Söderby-Karl, Uppland |                 | 59.883952, 18.684012 | 10009601310101 | Ladda upp en bild av detta fornminne      |
| Söderby-Karl 131:201                       | Stensättning                |              | Söderby-Karl, Uppland |                 | 59.883829, 18.684890 | 10009601310201 | Ladda upp en bild av detta fornminne      |
| Söderby-Karl 132:1                         | Stensättning                |              | Söderby-Karl, Uppland |                 | 59.885734, 18.697534 | 10009601320001 | Ladda upp en bild av detta fornminne      |
| Söderby-Karl 133:1                         | Hög                         |              | Söderby-Karl, Uppland |                 | 59.879028, 18.679209 | 10009601330001 | Ladda upp en bild av detta fornminne      |
| Söderby-Karl 134:1                         | Röse                        |              | Söderby-Karl, Uppland |                 | 59.876926, 18.684978 | 10009601340001 | Ladda upp en bild av detta fornminne      |
| Söderby-Karl 135:1                         | Gravfält                    |              | Söderby-Karl, Uppland |                 | 59.873995, 18.679836 | 10009601350001 | Ladda upp en bild av detta fornminne      |
| Söderby-Karl 137:1                         | Stensättning                |              | Söderby-Karl, Uppland |                 | 59.870893, 18.678152 | 10009601370001 | Ladda upp en bild av detta fornminne      |
| Söderby-Karl 137:2                         | Röse                        |              | Söderby-Karl, Uppland |                 | 59.870731, 18.678031 | 10009601370002 | Ladda upp en bild av detta fornminne      |
| Söderby-Karl 138:1                         | Röse                        |              | Söderby-Karl, Uppland |                 | 59.876262, 18.665012 | 10009601380001 | Ladda upp en bild av detta fornminne      |
| Söderby-Karl 139:1                         | Röse                        |              | Söderby-Karl, Uppland |                 | 59.880821, 18.669491 | 10009601390001 | Ladda upp en bild av detta fornminne      |
| Söderby-Karl 140:1                         | Stensättning                |              | Söderby-Karl, Uppland |                 | 59.881713, 18.686030 | 10009601400001 | Ladda upp en bild av detta fornminne      |
| Söderby-Karl 141:1                         | Röse                        |              | Söderby-Karl, Uppland |                 | 59.880985, 18.684527 | 10009601410001 | Ladda upp en bild av detta fornminne      |
| Söderby-Karl 142:1                         | Röse                        |              | Söderby-Karl, Uppland |                 | 59.886275, 18.685579 | 10009601420001 | Ladda upp en bild av detta fornminne      |
| Söderby-Karl 142:2                         | Stensättning                |              | Söderby-Karl, Uppland |                 | 59.886072, 18.685211 | 10009601420002 | Ladda upp en bild av detta fornminne      |
| Söderby-Karl 143:1                         | Stensättning                |              | Söderby-Karl, Uppland |                 | 59.886383, 18.684021 | 10009601430001 | Ladda upp en bild av detta fornminne      |
| Söderby-Karl 143:2                         | Stensättning                |              | Söderby-Karl, Uppland |                 | 59.886486, 18.683861 | 10009601430002 | Ladda upp en bild av detta fornminne      |
| Söderby-Karl 144:1                         | Röse                        |              | Söderby-Karl, Uppland |                 | 59.886540, 18.680567 | 10009601440001 | Ladda upp en bild av detta fornminne      |
| Söderby-Karl 146:1                         | Stensättning                |              | Söderby-Karl, Uppland |                 | 59.882335, 18.664706 | 10009601460001 | Ladda upp en bild av detta fornminne      |
| Söderby-Karl 148:1                         | Röse                        |              | Söderby-Karl, Uppland |                 | 59.887200, 18.676761 | 10009601480001 | Ladda upp en bild av detta fornminne      |
| Söderby-Karl 150:1                         | Hög                         |              | Söderby-Karl, Uppland |                 | 59.889084, 18.691639 | 10009601500001 | Ladda upp en bild av detta fornminne      |
| Söderby-Karl 150:2                         | Hög                         |              | Söderby-Karl, Uppland |                 | 59.889216, 18.691825 | 10009601500002 | Ladda upp en bild av detta fornminne      |
| Söderby-Karl 151:1                         | Stensättning                |              | Söderby-Karl, Uppland |                 | 59.893427, 18.675278 | 10009601510001 | Ladda upp en bild av detta fornminne      |
| Söderby-Karl 151:2                         | Stensättning                |              | Söderby-Karl, Uppland |                 | 59.893301, 18.675214 | 10009601510002 | Ladda upp en bild av detta fornminne      |
| Söderby-Karl 152:1                         | Röse                        |              | Söderby-Karl, Uppland |                 | 59.889125, 18.671816 | 10009601520001 | Ladda upp en bild av detta fornminne      |
| Söderby-Karl 153:1                         | Röse                        |              | Söderby-Karl, Uppland |                 | 59.889323, 18.672734 | 10009601530001 | Ladda upp en bild av detta fornminne      |
| Söderby-Karl 153:2                         | Stensättning                |              | Söderby-Karl, Uppland |                 | 59.889325, 18.672523 | 10009601530002 | Ladda upp en bild av detta fornminne      |
| Söderby-Karl 154:1                         | Röse                        |              | Söderby-Karl, Uppland |                 | 59.888996, 18.673468 | 10009601540001 | Ladda upp en bild av detta fornminne      |
| Söderby-Karl 154:2                         | Stensättning                |              | Söderby-Karl, Uppland |                 | 59.888925, 18.673725 | 10009601540002 | Ladda upp en bild av detta fornminne      |
| Söderby-Karl 155:1                         | Röse                        |              | Söderby-Karl, Uppland |                 | 59.888969, 18.675889 | 10009601550001 | Ladda upp en bild av detta fornminne      |
| Söderby-Karl 155:2                         | Stensättning                |              | Söderby-Karl, Uppland |                 | 59.888826, 18.675439 | 10009601550002 | Ladda upp en bild av detta fornminne      |
| Söderby-Karl 155:3                         | Stensättning                |              | Söderby-Karl, Uppland |                 | 59.888901, 18.675960 | 10009601550003 | Ladda upp en bild av detta fornminne      |
| Söderby-Karl 156:1                         | Röse                        |              | Söderby-Karl, Uppland |                 | 59.888925, 18.676628 | 10009601560001 | Ladda upp en bild av detta fornminne      |
| Söderby-Karl 156:2                         | Röse                        |              | Söderby-Karl, Uppland |                 | 59.888607, 18.676296 | 10009601560002 | Ladda upp en bild av detta fornminne      |
| Söderby-Karl 156:3                         | Stensättning                |              | Söderby-Karl, Uppland |                 | 59.888602, 18.676067 | 10009601560003 | Ladda upp en bild av detta fornminne      |
| Söderby-Karl 157:1                         | Röse                        |              | Söderby-Karl, Uppland |                 | 59.889531, 18.678194 | 10009601570001 | Ladda upp en bild av detta fornminne      |
| Söderby-Karl 158:1                         | Röse                        |              | Söderby-Karl, Uppland |                 | 59.891869, 18.679541 | 10009601580001 | Ladda upp en bild av detta fornminne      |
| Söderby-Karl 158:2                         | Röse                        |              | Söderby-Karl, Uppland |                 | 59.891424, 18.680089 | 10009601580002 | Ladda upp en bild av detta fornminne      |
| Söderby-Karl 158:3                         | Röse                        |              | Söderby-Karl, Uppland |                 | 59.891458, 18.679879 | 10009601580003 | Ladda upp en bild av detta fornminne      |
| Söderby-Karl 159:1                         | Röse                        |              | Söderby-Karl, Uppland |                 | 59.891476, 18.680474 | 10009601590001 | Ladda upp en bild av detta fornminne      |
| Söderby-Karl 159:2                         | Röse                        |              | Söderby-Karl, Uppland |                 | 59.891270, 18.680772 | 10009601590002 | Ladda upp en bild av detta fornminne      |
| Söderby-Karl 160:1                         | Röse                        |              | Söderby-Karl, Uppland |                 | 59.892348, 18.679660 | 10009601600001 | Ladda upp en bild av detta fornminne      |
| Söderby-Karl 160:2                         | Stensättning                |              | Söderby-Karl, Uppland |                 | 59.892243, 18.679817 | 10009601600002 | Ladda upp en bild av detta fornminne      |
| Söderby-Karl 161:1                         | Grav- och boplatsområde     |              | Söderby-Karl, Uppland |                 | 59.892074, 18.630256 | 10009601610001 | Ladda upp en bild av detta fornminne      |
| Söderby-Karl 163:1                         | Röse                        |              | Söderby-Karl, Uppland |                 | 59.892709, 18.628335 | 10009601630001 | Ladda upp en bild av detta fornminne      |
| Söderby-Karl 164:1                         | Röse                        |              | Söderby-Karl, Uppland |                 | 59.892574, 18.626074 | 10009601640001 | Ladda upp en bild av detta fornminne      |
| Söderby-Karl 165:1                         | Röse                        |              | Söderby-Karl, Uppland |                 | 59.891008, 18.628311 | 10009601650001 | Ladda upp en bild av detta fornminne      |
| Söderby-Karl 165:2                         | Röse                        |              | Söderby-Karl, Uppland |                 | 59.891098, 18.629007 | 10009601650002 | Ladda upp en bild av detta fornminne      |
| Söderby-Karl 166:1                         | Röse                        |              | Söderby-Karl, Uppland |                 | 59.891150, 18.625601 | 10009601660001 | Ladda upp en bild av detta fornminne      |
| Söderby-Karl 167:1                         | Röse                        |              | Söderby-Karl, Uppland |                 | 59.891509, 18.624500 | 10009601670001 | Ladda upp en bild av detta fornminne      |
| Söderby-Karl 167:2                         | Stensättning                |              | Söderby-Karl, Uppland |                 | 59.891788, 18.624767 | 10009601670002 | Ladda upp en bild av detta fornminne      |
| Söderby-Karl 168:1                         | Grav- och boplatsområde     |              | Söderby-Karl, Uppland |                 | 59.887385, 18.630781 | 10009601680001 | Ladda upp en bild av detta fornminne      |
| Söderby-Karl 169:1                         | Stensättning                |              | Söderby-Karl, Uppland |                 | 59.888141, 18.626181 | 10009601690001 | Ladda upp en bild av detta fornminne      |
| Söderby-Karl 169:2                         | Röse                        |              | Söderby-Karl, Uppland |                 | 59.888072, 18.626527 | 10009601690002 | Ladda upp en bild av detta fornminne      |
| Söderby-Karl 169:3                         | Röse                        |              | Söderby-Karl, Uppland |                 | 59.887928, 18.626907 | 10009601690003 | Ladda upp en bild av detta fornminne      |
| Söderby-Karl 170:1                         | Röse                        |              | Söderby-Karl, Uppland |                 | 59.889692, 18.632167 | 10009601700001 | Ladda upp en bild av detta fornminne      |
| Söderby-Karl 171:1                         | Röse                        |              | Söderby-Karl, Uppland |                 | 59.890243, 18.633494 | 10009601710001 | Ladda upp en bild av detta fornminne      |
| Söderby-Karl 171:2                         | Stensättning                |              | Söderby-Karl, Uppland |                 | 59.890252, 18.633189 | 10009601710002 | Ladda upp en bild av detta fornminne      |
| Söderby-Karl 172:1                         | Röse                        |              | Söderby-Karl, Uppland |                 | 59.886447, 18.634624 | 10009601720001 | Ladda upp en bild av detta fornminne      |
| Söderby-Karl 172:2                         | Stensättning                |              | Söderby-Karl, Uppland |                 | 59.886411, 18.634938 | 10009601720002 | Ladda upp en bild av detta fornminne      |
| Söderby-Karl 173:1                         | Röse                        |              | Söderby-Karl, Uppland |                 | 59.890416, 18.641174 | 10009601730001 | Ladda upp en bild av detta fornminne      |
| Söderby-Karl 174:1                         | Röse                        |              | Söderby-Karl, Uppland |                 | 59.891207, 18.643363 | 10009601740001 | Ladda upp en bild av detta fornminne      |
| Söderby-Karl 174:2                         | Röse                        |              | Söderby-Karl, Uppland |                 | 59.891111, 18.643648 | 10009601740002 | Ladda upp en bild av detta fornminne      |
| Söderby-Karl 175:1                         | Gravfält                    |              | Söderby-Karl, Uppland |                 | 59.890298, 18.636800 | 10009601750001 | Ladda upp en bild av detta fornminne      |
| Söderby-Karl 177:101                       | Grav- och boplatsområde     |              | Söderby-Karl, Uppland |                 | 59.893009, 18.634514 | 10009601770101 | Ladda upp en bild av detta fornminne      |
| Söderby-Karl 177:201                       | Gravfält                    |              | Söderby-Karl, Uppland |                 | 59.892902, 18.632708 | 10009601770201 | Ladda upp en bild av detta fornminne      |
| Söderby-Karl 178:1                         | Röse                        |              | Söderby-Karl, Uppland |                 | 59.904514, 18.613456 | 10009601780001 | Ladda upp en bild av detta fornminne      |
| Söderby-Karl 178:2                         | Grav markerad av sten/block |              | Söderby-Karl, Uppland |                 | 59.904380, 18.613351 | 10009601780002 | Ladda upp en bild av detta fornminne      |
| Söderby-Karl 178:3                         | Grav markerad av sten/block |              | Söderby-Karl, Uppland |                 | 59.904363, 18.613489 | 10009601780003 | Ladda upp en bild av detta fornminne      |
| Söderby-Karl 179:1                         | Gravfält                    |              | Söderby-Karl, Uppland |                 | 59.904056, 18.619563 | 10009601790001 | Ladda upp en bild av detta fornminne      |
| Söderby-Karl 180:1                         | Röse                        |              | Söderby-Karl, Uppland |                 | 59.903225, 18.621970 | 10009601800001 | Ladda upp en bild av detta fornminne      |
| Söderby-Karl 183:1                         | Röse                        |              | Söderby-Karl, Uppland |                 | 59.891970, 18.635649 | 10009601830001 | Ladda upp en bild av detta fornminne      |
| Söderby-Karl 183:2                         | Röse                        |              | Söderby-Karl, Uppland |                 | 59.891791, 18.635373 | 10009601830002 | Ladda upp en bild av detta fornminne      |
| Söderby-Karl 184:1                         | Röse                        |              | Söderby-Karl, Uppland |                 | 59.891080, 18.638360 | 10009601840001 | Ladda upp en bild av detta fornminne      |
| Söderby-Karl 184:2                         | Röse                        |              | Söderby-Karl, Uppland |                 | 59.891168, 18.638053 | 10009601840002 | Ladda upp en bild av detta fornminne      |
| Söderby-Karl 185:1                         | Röse                        |              | Söderby-Karl, Uppland |                 | 59.920183, 18.697657 | 10009601850001 | Ladda upp en bild av detta fornminne      |
| Söderby-Karl 185:2                         | Stensättning                |              | Söderby-Karl, Uppland |                 | 59.920425, 18.697527 | 10009601850002 | Ladda upp en bild av detta fornminne      |
| Söderby-Karl 186:1                         | Röse                        |              | Söderby-Karl, Uppland |                 | 59.920294, 18.699245 | 10009601860001 | Ladda upp en bild av detta fornminne      |
| Söderby-Karl 187:1                         | Röse                        |              | Söderby-Karl, Uppland |                 | 59.918462, 18.701453 | 10009601870001 | Ladda upp en bild av detta fornminne      |
| Söderby-Karl 187:2                         | Stensättning                |              | Söderby-Karl, Uppland |                 | 59.918371, 18.701398 | 10009601870002 | Ladda upp en bild av detta fornminne      |
| Söderby-Karl 187:3                         | Stensättning                |              | Söderby-Karl, Uppland |                 | 59.918509, 18.701129 | 10009601870003 | Ladda upp en bild av detta fornminne      |
| Söderby-Karl 188:1                         | Röse                        |              | Söderby-Karl, Uppland |                 | 59.922084, 18.691011 | 10009601880001 | Ladda upp en bild av detta fornminne      |
| Söderby-Karl 188:2                         | Stensättning                |              | Söderby-Karl, Uppland |                 | 59.922189, 18.690836 | 10009601880002 | Ladda upp en bild av detta fornminne      |
| Söderby-Karl 189:1                         | Röse                        |              | Söderby-Karl, Uppland |                 | 59.921991, 18.691978 | 10009601890001 | Ladda upp en bild av detta fornminne      |
| Väsby (bytomt) (Söderby-Karl 191:2)        | Stensättning                |              | Söderby-Karl, Uppland |                 | 59.930837, 18.707000 | 10009601910002 | Ladda upp en bild av detta fornminne      |
| Söderby-Karl 194:1                         | Grav- och boplatsområde     |              | Söderby-Karl, Uppland |                 | 59.921155, 18.694624 | 10009601940001 | Ladda upp en bild av detta fornminne      |
| Söderby-Karl 195:1                         | Stensättning                |              | Söderby-Karl, Uppland |                 | 59.906635, 18.689880 | 10009601950001 | Ladda upp en bild av detta fornminne      |
| Söderby-Karl 198:1                         | Grav markerad av sten/block |              | Söderby-Karl, Uppland |                 | 59.900798, 18.681616 | 10009601980001 | Ladda upp en bild av detta fornminne      |
| Söderby-Karl 199:1                         | Stensättning                |              | Söderby-Karl, Uppland |                 | 59.910146, 18.696123 | 10009601990001 | Ladda upp en bild av detta fornminne      |
| Söderby-Karl 201:1                         | Röse                        |              | Söderby-Karl, Uppland |                 | 59.858628, 18.649507 | 10009602010001 | Ladda upp en bild av detta fornminne      |
| Söderby-Karl 202:1                         | Hög                         |              | Söderby-Karl, Uppland |                 | 59.852730, 18.657384 | 10009602020001 | Ladda upp en bild av detta fornminne      |
| Söderby-Karl 202:2                         | Hög                         |              | Söderby-Karl, Uppland |                 | 59.852816, 18.657737 | 10009602020002 | Ladda upp en bild av detta fornminne      |
| Söderby-Karl 203:1                         | Gravfält                    |              | Söderby-Karl, Uppland |                 | 59.852536, 18.659152 | 10009602030001 | Ladda upp en bild av detta fornminne      |
| Söderby-Karl 206:1                         | Gravfält                    |              | Söderby-Karl, Uppland |                 | 59.865372, 18.694923 | 10009602060001 | Ladda upp en bild av detta fornminne      |
| Söderby-Karl 208:1                         | Gravfält                    |              | Söderby-Karl, Uppland |                 | 59.862275, 18.686535 | 10009602080001 | Ladda upp en bild av detta fornminne      |
| Söderby-Karl 209:1                         | Röse                        |              | Söderby-Karl, Uppland |                 | 59.864416, 18.669231 | 10009602090001 | Ladda upp en bild av detta fornminne      |
| Söderby-Karl 210:1                         | Gravfält                    |              | Söderby-Karl, Uppland |                 | 59.859485, 18.672977 | 10009602100001 | Ladda upp en bild av detta fornminne      |
| Söderby-Karl 211:1                         | Gravfält                    |              | Söderby-Karl, Uppland |                 | 59.859157, 18.675001 | 10009602110001 | Ladda upp en bild av detta fornminne      |
| Karls kyrkoruin (Söderby-Karl 212:1)       | Kyrka/kapell                |              | Söderby-Karl, Uppland | Karls kyrkoruin | 59.859107, 18.681425 | 10009602120001 | Ladda upp en till bild av detta fornminne |
| U 583/Karls kyrkoruin (Söderby-Karl 212:2) | Runristning                 |              | Söderby-Karl, Uppland | Karls kyrkoruin | 59.859120, 18.681363 | 10009602120002 | Ladda upp en till bild av detta fornminne |
| Karls kyrkoruin (Söderby-Karl 212:3)       | Begravningsplats            |              | Söderby-Karl, Uppland | Karls kyrkoruin | 59.858930, 18.681303 | 10009602120003 | Ladda upp en bild av detta fornminne      |
| Söderby-Karl 213:1                         | Gravfält                    |              | Söderby-Karl, Uppland |                 | 59.858736, 18.686302 | 10009602130001 | Ladda upp en bild av detta fornminne      |
| Söderby-Karl 215:1                         | Hög                         |              | Söderby-Karl, Uppland |                 | 59.848623, 18.671004 | 10009602150001 | Ladda upp en bild av detta fornminne      |
| Söderby-Karl 215:2                         | Hög                         |              | Söderby-Karl, Uppland |                 | 59.848403, 18.671384 | 10009602150002 | Ladda upp en bild av detta fornminne      |
| Söderby-Karl 216:1                         | Gravfält                    |              | Söderby-Karl, Uppland |                 | 59.849855, 18.688374 | 10009602160001 | Ladda upp en bild av detta fornminne      |
| Söderby-Karl 217:1                         | Gravfält                    |              | Söderby-Karl, Uppland |                 | 59.848279, 18.686675 | 10009602170001 | Ladda upp en bild av detta fornminne      |
| Söderby-Karl 218:1                         | Hög                         |              | Söderby-Karl, Uppland |                 | 59.847933, 18.690378 | 10009602180001 | Ladda upp en bild av detta fornminne      |
| Söderby-Karl 219:1                         | Gravfält                    |              | Söderby-Karl, Uppland |                 | 59.855003, 18.688003 | 10009602190001 | Ladda upp en bild av detta fornminne      |
| Söderby-Karl 220:1                         | Gravfält                    |              | Söderby-Karl, Uppland |                 | 59.856716, 18.690559 | 10009602200001 | Ladda upp en bild av detta fornminne      |
| Söderby-Karl 221:1                         | Gravfält                    |              | Söderby-Karl, Uppland |                 | 59.848379, 18.708567 | 10009602210001 | Ladda upp en bild av detta fornminne      |
| Söderby-Karl 222:1                         | Gravfält                    |              | Söderby-Karl, Uppland |                 | 59.864759, 18.711246 | 10009602220001 | Ladda upp en bild av detta fornminne      |
| Söderby-Karl 223:1                         | Gravfält                    |              | Söderby-Karl, Uppland |                 | 59.862563, 18.714864 | 10009602230001 | Ladda upp en bild av detta fornminne      |
| Söderby-Karl 226:1                         | Gravfält                    |              | Söderby-Karl, Uppland |                 | 59.864441, 18.705349 | 10009602260001 | Ladda upp en bild av detta fornminne      |
| Söderby-Karl 227:1                         | Gravfält                    |              | Söderby-Karl, Uppland |                 | 59.853136, 18.708993 | 10009602270001 | Ladda upp en bild av detta fornminne      |
| Söderby-Karl 228:1                         | Gravfält                    |              | Söderby-Karl, Uppland |                 | 59.853056, 18.705598 | 10009602280001 | Ladda upp en bild av detta fornminne      |
| Söderby-Karl 229:1                         | Stensättning                |              | Söderby-Karl, Uppland |                 | 59.905943, 18.636549 | 10009602290001 | Ladda upp en bild av detta fornminne      |
| Söderby-Karl 229:2                         | Stensättning                |              | Söderby-Karl, Uppland |                 | 59.905857, 18.636369 | 10009602290002 | Ladda upp en bild av detta fornminne      |
| Söderby-Karl 233:1                         | Stensättning                |              | Söderby-Karl, Uppland |                 | 59.890040, 18.602237 | 10009602330001 | Ladda upp en bild av detta fornminne      |
| Söderby-Karl 233:2                         | Stensättning                |              | Söderby-Karl, Uppland |                 | 59.889946, 18.602014 | 10009602330002 | Ladda upp en bild av detta fornminne      |
| Söderby-Karl 233:4                         | Röse                        |              | Söderby-Karl, Uppland |                 | 59.889580, 18.602378 | 10009602330004 | Ladda upp en bild av detta fornminne      |
| Söderby-Karl 234:1                         | Stensättning                |              | Söderby-Karl, Uppland |                 | 59.880760, 18.674545 | 10009602340001 | Ladda upp en bild av detta fornminne      |
| Söderby-Karl 235:1                         | Hög                         |              | Söderby-Karl, Uppland |                 | 59.880595, 18.679639 | 10009602350001 | Ladda upp en bild av detta fornminne      |
| Söderby-Karl 237:1                         | Röse                        |              | Söderby-Karl, Uppland |                 | 59.866744, 18.697229 | 10009602370001 | Ladda upp en bild av detta fornminne      |
| Söderby-Karl 238:1                         | Stensättning                |              | Söderby-Karl, Uppland |                 | 59.862969, 18.703606 | 10009602380001 | Ladda upp en bild av detta fornminne      |
| Söderby-Karl 238:2                         | Stensättning                |              | Söderby-Karl, Uppland |                 | 59.862833, 18.703667 | 10009602380002 | Ladda upp en bild av detta fornminne      |
| Söderby-Karl 238:3                         | Stensättning                |              | Söderby-Karl, Uppland |                 | 59.862615, 18.704530 | 10009602380003 | Ladda upp en bild av detta fornminne      |
| Söderby-Karl 238:4                         | Stensättning                |              | Söderby-Karl, Uppland |                 | 59.862495, 18.704599 | 10009602380004 | Ladda upp en bild av detta fornminne      |
| Söderby-Karl 239:1                         | Stensättning                |              | Söderby-Karl, Uppland |                 | 59.886320, 18.674091 | 10009602390001 | Ladda upp en bild av detta fornminne      |
| Söderby-Karl 240:1                         | Stensättning                |              | Söderby-Karl, Uppland |                 | 59.888521, 18.673990 | 10009602400001 | Ladda upp en bild av detta fornminne      |
| Söderby-Karl 240:2                         | Stensättning                |              | Söderby-Karl, Uppland |                 | 59.888584, 18.673725 | 10009602400002 | Ladda upp en bild av detta fornminne      |
| Söderby-Karl 242:1                         | Stensättning                |              | Söderby-Karl, Uppland |                 | 59.884876, 18.690658 | 10009602420001 | Ladda upp en bild av detta fornminne      |
| Söderby-Karl 242:2                         | Stensättning                |              | Söderby-Karl, Uppland |                 | 59.884704, 18.690833 | 10009602420002 | Ladda upp en bild av detta fornminne      |
| Söderby-Karl 243:1                         | Röse                        |              | Söderby-Karl, Uppland |                 | 59.885878, 18.679864 | 10009602430001 | Ladda upp en bild av detta fornminne      |
| Söderby-Karl 246:1                         | Hög                         |              | Söderby-Karl, Uppland |                 | 59.863218, 18.690768 | 10009602460001 | Ladda upp en bild av detta fornminne      |
| Söderby-Karl 248:1                         | Spärranordning              |              | Söderby-Karl, Uppland |                 | 59.864438, 18.712322 | 10009602480001 | Ladda upp en bild av detta fornminne      |
| Söderby-Karl 265:1                         | Stensättning                |              | Söderby-Karl, Uppland |                 | 59.884658, 18.688526 | 10009602650001 | Ladda upp en bild av detta fornminne      |
| Söderby-Karl 268:1                         | Stensättning                |              | Söderby-Karl, Uppland |                 | 59.891053, 18.678508 | 10009602680001 | Ladda upp en bild av detta fornminne      |
| Söderby-Karl 268:2                         | Stensättning                |              | Söderby-Karl, Uppland |                 | 59.891211, 18.678428 | 10009602680002 | Ladda upp en bild av detta fornminne      |
| Söderby-Karl 275:1                         | Röse                        |              | Söderby-Karl, Uppland |                 | 59.892524, 18.623876 | 10009602750001 | Ladda upp en bild av detta fornminne      |
| Söderby-Karl 276:1                         | Röse                        |              | Söderby-Karl, Uppland |                 | 59.890623, 18.635518 | 10009602760001 | Ladda upp en bild av detta fornminne      |
| Söderby-Karl 276:2                         | Röse                        |              | Söderby-Karl, Uppland |                 | 59.890618, 18.635278 | 10009602760002 | Ladda upp en bild av detta fornminne      |
| Söderby-Karl 277:1                         | Grav- och boplatsområde     |              | Söderby-Karl, Uppland |                 | 59.886081, 18.633504 | 10009602770001 | Ladda upp en bild av detta fornminne      |
| Söderby-Karl 278:1                         | Stensättning                |              | Söderby-Karl, Uppland |                 | 59.901346, 18.619744 | 10009602780001 | Ladda upp en bild av detta fornminne      |
| Söderby-Karl 279:1                         | Stensättning                |              | Söderby-Karl, Uppland |                 | 59.901394, 18.623742 | 10009602790001 | Ladda upp en bild av detta fornminne      |
| Söderby-Karl 279:2                         | Stensättning                |              | Söderby-Karl, Uppland |                 | 59.901203, 18.623598 | 10009602790002 | Ladda upp en bild av detta fornminne      |
| Söderby-Karl 280:1                         | Hög                         |              | Söderby-Karl, Uppland |                 | 59.887500, 18.640890 | 10009602800001 | Ladda upp en bild av detta fornminne      |
| Söderby-Karl 280:2                         | Röse                        |              | Söderby-Karl, Uppland |                 | 59.887510, 18.640480 | 10009602800002 | Ladda upp en bild av detta fornminne      |
| Söderby-Karl 292:1                         | Husgrund, historisk tid     |              | Söderby-Karl, Uppland |                 | 59.901600, 18.799474 | 10009602920001 | Ladda upp en bild av detta fornminne      |
| Söderby-Karl 292:2                         | Husgrund, historisk tid     |              | Söderby-Karl, Uppland |                 | 59.901770, 18.800055 | 10009602920002 | Ladda upp en bild av detta fornminne      |
| Söderby-Karl 294:1                         | Stensättning                |              | Söderby-Karl, Uppland |                 | 59.907995, 18.712863 | 10009602940001 | Ladda upp en bild av detta fornminne      |
| Söderby-Karl 295:1                         | Stensättning                |              | Söderby-Karl, Uppland |                 | 59.908991, 18.713145 | 10009602950001 | Ladda upp en bild av detta fornminne      |
| Söderby-Karl 295:2                         | Röse                        |              | Söderby-Karl, Uppland |                 | 59.909081, 18.713732 | 10009602950002 | Ladda upp en bild av detta fornminne      |
| Söderby-Karl 302:1                         | Stensättning                |              | Söderby-Karl, Uppland |                 | 59.906238, 18.882750 | 10009603020001 | Ladda upp en bild av detta fornminne      |
| Söderby-Karl 309:1                         | Stensättning                |              | Söderby-Karl, Uppland |                 | 59.941524, 18.694491 | 10009603090001 | Ladda upp en bild av detta fornminne      |
| Söderby-Karl 309:2                         | Stensättning                |              | Söderby-Karl, Uppland |                 | 59.941529, 18.694331 | 10009603090002 | Ladda upp en bild av detta fornminne      |
| Söderby-Karl 309:3                         | Stensättning                |              | Söderby-Karl, Uppland |                 | 59.941479, 18.694237 | 10009603090003 | Ladda upp en bild av detta fornminne      |
| Söderby-Karl 314:1                         | Stensättning                |              | Söderby-Karl, Uppland |                 | 59.919957, 18.748945 | 10009603140001 | Ladda upp en bild av detta fornminne      |
| Söderby-Karl 316:1                         | Hög                         |              | Söderby-Karl, Uppland |                 | 59.924935, 18.737604 | 10009603160001 | Ladda upp en bild av detta fornminne      |
| Söderby-Karl 317:1                         | Stensättning                |              | Söderby-Karl, Uppland |                 | 59.923973, 18.699130 | 10009603170001 | Ladda upp en bild av detta fornminne      |
| Söderby-Karl 318:1                         | Röse                        |              | Söderby-Karl, Uppland |                 | 59.917666, 18.701153 | 10009603180001 | Ladda upp en bild av detta fornminne      |
| Söderby-Karl 318:2                         | Stensättning                |              | Söderby-Karl, Uppland |                 | 59.917289, 18.700746 | 10009603180002 | Ladda upp en bild av detta fornminne      |
| Söderby-Karl 349                           | Röse                        |              | Söderby-Karl, Uppland |                 | 59.862537, 18.665129 | 12000000107001 | Ladda upp en bild av detta fornminne      |
| Söderby-Karl 350                           | Röse                        |              | Söderby-Karl, Uppland |                 | 59.866122, 18.669640 | 12000000107002 | Ladda upp en bild av detta fornminne      |
| Söderby-Karl 351                           | Röse                        |              | Söderby-Karl, Uppland |                 | 59.862887, 18.665689 | 12000000107003 | Ladda upp en bild av detta fornminne      |
| Söderby-Karl 352                           | Röse                        |              | Söderby-Karl, Uppland |                 | 59.866553, 18.670174 | 12000000107004 | Ladda upp en bild av detta fornminne      |
| Söderby-Karl 353                           | Röse                        |              | Söderby-Karl, Uppland |                 | 59.866227, 18.669042 | 12000000107005 | Ladda upp en bild av detta fornminne      |
| Söderby-Karl 355                           | Hällristning                |              | Söderby-Karl, Uppland |                 | 59.858963, 18.681222 | 12000000113319 | Ladda upp en bild av detta fornminne      |